# Партія угорців України
Партія угорців України (угор. „KMKSZ” Ukrajnai Magyar Párt) — політична партія України. Відстоює політичні інтереси угорської меншини (конкуруючи на цьому полі з Демократичною партією угорців України). Абревіатура «KMKSZ» означає «Товариство угорської культури Закарпаття» — під цією назвою партія, як громадська організація, діє поза виборами.
Партія є союзником правлячої партії Угорщини «Фідес».

## Лідер
Першим лідером партії був Микола Ковач, 1968 року народження, був депутатом Верховної Ради 3-го скликання (з березня 1998 по квітень 2002 року) та кандидатом на виборах у Раду в 2002 році. У 72-му виборчому окрузі в Закарпатській області, висувався в кандидати на виборах і посів друге місце, набравши 30,55 % голосів виборців.
Станом на 2015 рік головою партії є Василь (Ласло) Брензович, голова Товариства угорської культури Закарпаття та перший заступник голови Закарпатської обласної ради, обраний в 2014 році в український парламент від «Блоку Петра Порошенка».

## Діяльність
1 травня 2014 року Товариство угорської культури Закарпаття підписало угоду про співпрацю з кандидатом в Президенти України Петром Порошенком, в якому останній, зокрема, обіцяв забезпечити парламентське представництво угорців Закарпаття, а KMKSZ у відповідь заявила про його підтримку на пост Президента України. Надалі, у зв'язку з цією угодою, під час парламентських виборів Блок Петра Порошенка запропонував главі KMKSZ 62-ге місце в своєму списку, в результаті чого Василь (Ласло) Брензович пройшов до парламенту.
11 серпня 2015 спільно з Демократичною спілкою угорців України/Демократичною партією угорців України (UMDSZ) звернулася до Центральної виборчої комісії та перших осіб держави щодо врахування етнічного складу Закарпаття на місцевих виборах і друк бюлетенів угорською мовою.
5 вересня 2015 року за посередництва віце-прем'єр-міністра Угорщини Жолта Шем'єна підписала угоду про співпрацю на жовтневих виборах до місцевих рад із Демократичною спілкою угорців України/Демократичною партією угорців України (UMDSZ). Згідно угоди, партії створять спільний паритетний (50 % на 50 %) виборчий список до обласної ради, список депутатів буде очолювати представник KMKSZ. Крім того був створений спільний комітет для узгоджень дій на виборах.

## Мета
Цілі даного союзу — подолати 5%-й бар'єр для проходження до Закарпатської обласної ради і сформувати більшість у Виноградівському та Берегівському районних радах.